# 8521 Boulainvilliers
8521 Boulainvilliers è un asteroide della fascia principale. Scoperto nel 1992, presenta un'orbita caratterizzata da un semiasse maggiore pari a 2,2219698 au e da un'eccentricità di 0,1815070, inclinata di 6,55186° rispetto all'eclittica.
L'asteroide è dedicato allo storico francese Henri de Boulainvilliers.